# Ур-Уту
Ур-Уту — правитель (энси) шумерского государства Лагаш в XXII веке до н. э. Точное время и длительность его правления неизвестны.
| II династия Лагаша         |                                        |                   |
| Предшественник: Пузур-Мама | правитель Лагаша ок. XXII век до н. э. | Преемник: Ур-Мама |